# Matorral desértico rosetófilo
El matorral desértico rosetófilo es un tipo de vegetación descrita por Rzedowski (1978), presente en el ecosistema llamado matorral xerófilo, compuesto de plantas suculentas y generalmente espinosas; cuyas hojas están dispuestas en roseta, acaule o estípite que constituyen una alfombra discontinua, los géneros representativos son: Agave, Hechtia, Dasylirion y Yucca. Está compuesto por árboles y subarbustos acaules como: Lechuguilla Agave lechuguilla, Rabo de León Agave stricta, Guapilla Hechtia glomerata, Yucas Yucca filifera, Yucca carnerosana y Yucca decipiens, Gobernadora Larrea tridentata, Viguiera stenoloba y Ocotillo Fouquieria splendens. En México, el Matorral desértico rosetófilo cubre 102,146 km², que equivale al 5.20% del territorio nacional.
El Matorral desértico rosetófilo equivale al Matorral crasirosulifolio espinoso descrito por Miranda y Hernandez (2004).